# العرب مفاتحة (أولاد سيدي عمارة)
العرب مفاتحة هو دُوَّار يقع بجماعة لعمامرة، إقليم آسفي، جهة مراكش آسفي في المملكة المغربية. ينتمي الدوّار لمشيخة أولاد سيدي عمارة التي تضم 7 دواوير. يقدر عدد سكانه بـ 257 نسمة حسب الإحصاء الرسمي للسكان والسكنى لسنة 2004.

## روابط خارجية
- البوابة الوطنية للجماعات الترابية
- المندوبية السامية للتخطيط